# 莱娜·奥伯多夫
莱娜·索菲·奥伯多夫（德語：Lena Sophie Oberdorf，2001年12月19日—）是德國職業女子足球運動員，目前效力于女子德甲俱乐部拜仁慕尼黑和德国国家女子足球队。

## 俱乐部生涯
奥伯多夫少年时期的足球生涯开始于德国青少年D组赛事的恩讷珀塔尔俱乐部，后来转到施普罗克赫弗尔俱乐部跟随男子队参加青少年B组赛事。

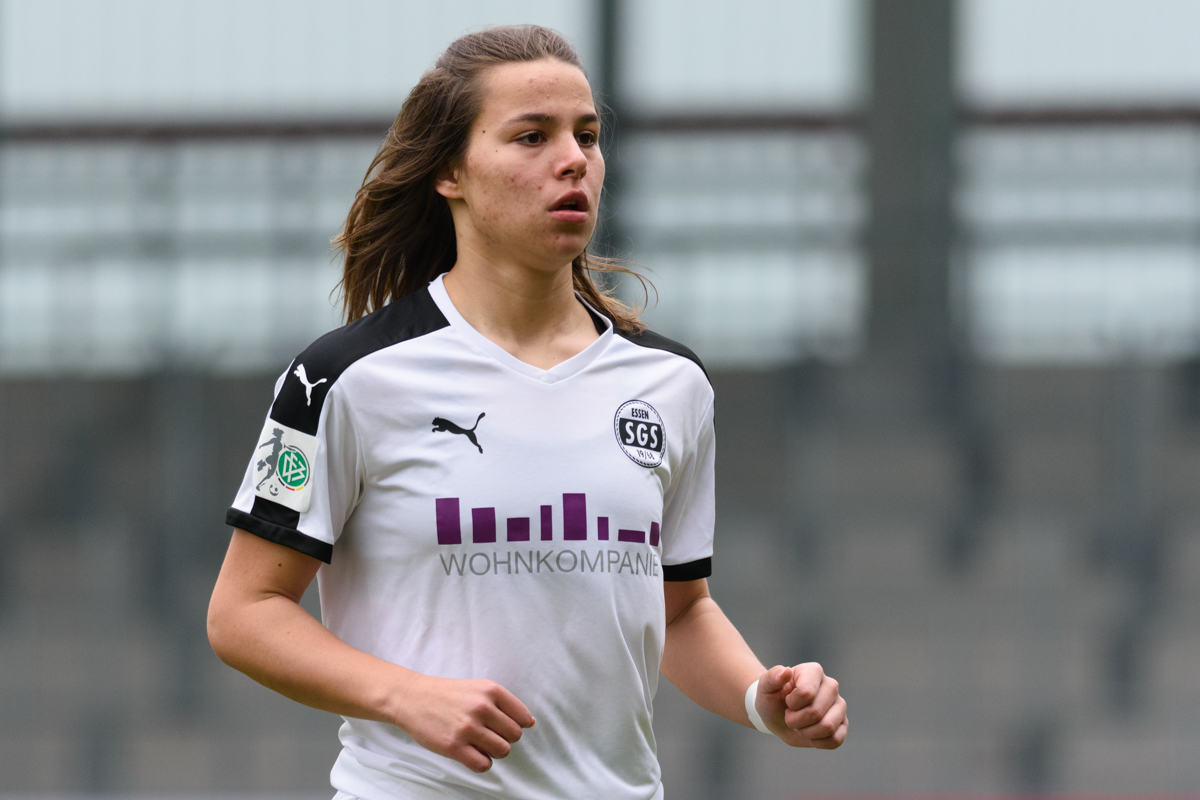
2019年在SGS埃森效力的奥伯多夫

在2017年11月，还在施普罗克赫弗尔俱乐部的她与女子德甲球队SGS埃森女足签订了一份为期三年的合同，协议规定她将于2018年夏天转会至球队。加入SGS埃森后的第一场比赛，2018/19赛季的德国杯第二轮对阵亨斯泰特-乌尔兹堡，教练丹尼尔·克劳斯就启用了她，并在比赛中打进一球，为14-0的大胜做出贡献。她在SGS埃森的首个赛季表现相当亮眼，在16场联赛中，她以9个进球成为球队进球数第二的球员，仅次于莱娅·许勒尔（14个），帮助SGS埃森取得德甲第四的历史最佳战绩。球队在2019/20赛季由新教练马库斯·霍格纳带队，在联赛中最终排名第五，而在2019/20赛季的德国杯中，球队一路闯入决赛，与卫冕冠军沃尔夫斯堡的比赛最后通过加时赛仍战成3-3平局，点球大战中奥伯多夫罚进第二粒点球，但球队以点球比分2-4败给了对手。
2020年6月，奥伯多夫转会到沃尔夫斯堡，与球队签订了一份为期三年的合同，直到2023年。加盟球队后，由于欧洲新冠疫情的影响，她一直到2019/20赛季末欧足联女子冠军联赛四分之一决赛对阵格拉斯哥城的比赛中才第一次替补登场亮相。
2021/22赛季，奥伯多夫帮助沃尔夫斯堡夺取了球队历史上第7个联赛冠军头衔，追平了之前由法兰克福第一女子足球俱乐部保持的纪录。赛季结束后，球队与她续约合同至2025年。

## 国家队生涯

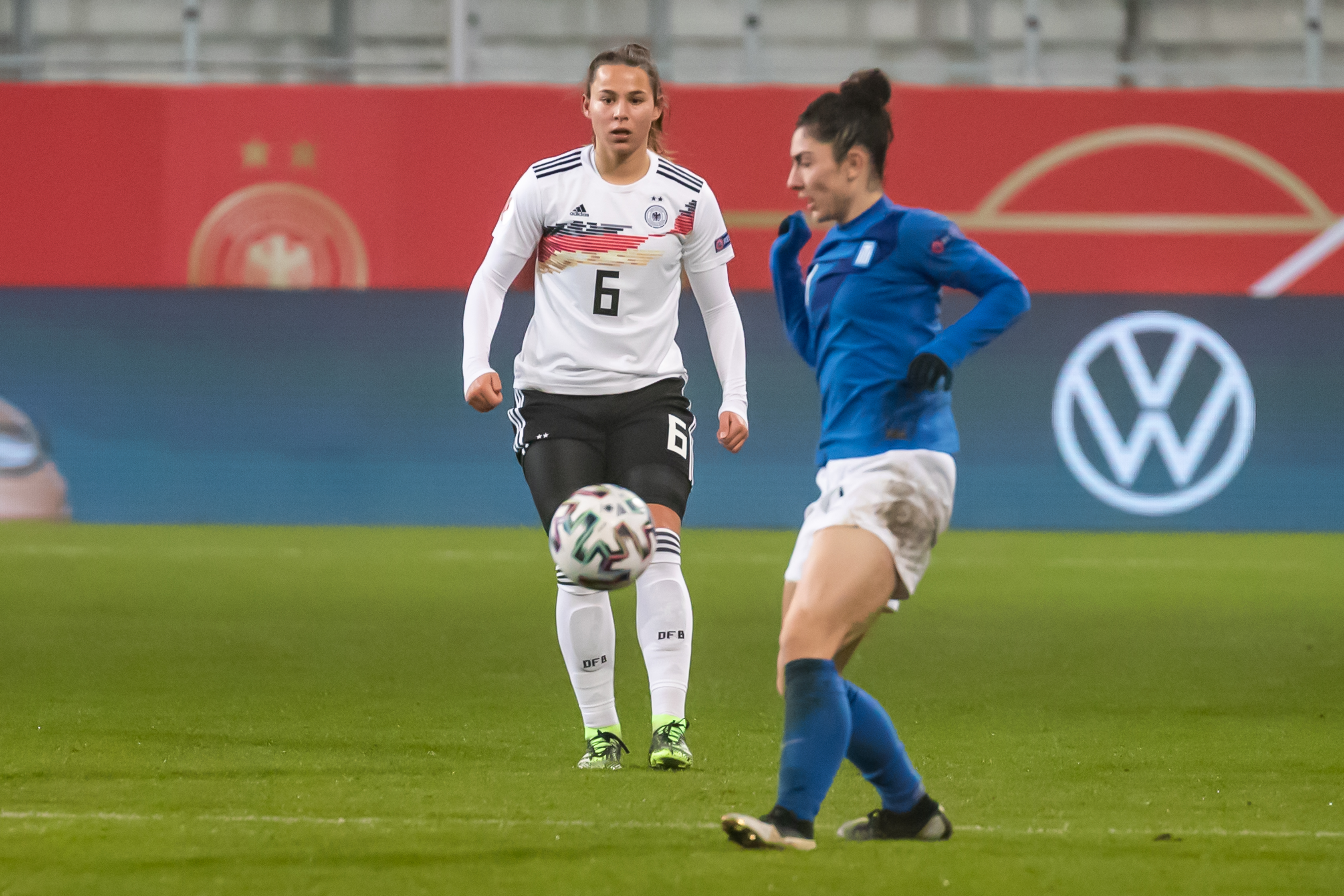
2020年11月27日奥伯多夫（白色球衣者）代表德国队对阵希腊队

2014年10月28日，12岁的奥伯多夫被德国足协征召入选德国15岁以下国家女子足球队，在13-0战胜苏格兰的比赛中，她在第41分钟被维娜·维德替换下场。两天后，她在另一场与苏格兰的友谊赛中以8-0的比分获胜，打进了自己国家队的第一个进球。2016年7月，她随德国16岁以下国家女子足球队参加了北欧杯，并获得赛事第二名。同样在2016年，奥伯多夫作为队中最年轻的队员入选德国17岁以下国家女子足球队参加2016年国际足联U-17女子世界杯，她在对阵委内瑞拉和喀麦隆的两场小组赛以及对阵西班牙的四分之一决赛中出场。2017年，她随队参加在2017年欧洲U-17岁女子足球锦标赛，并在决赛中通过点球大战3-1击败西班牙，赢得了冠军。2017年9月至2018年4月，代表德国19岁以下国家女子足球队参加了2018年欧洲U-19女子足球锦标赛，随后在2018年夏天入选德国20岁以下国家女子足球队，参加了2018年国际足联女子U-20世界杯。
2018年12月，奥伯多夫首次入选成年国家队大名单，参加2019年1月14日至21日在马尔韦利亚的冬训营。2019年4月6日，在与瑞典国家女子足球队的测试赛中，她在第61分钟替换图里德·克纳克上场，同时以17岁零109天的年龄成为国家队首次亮相的第八年轻的球员。
2019年，再次入选德国国家队大名单参加2019年国际足联女子世界杯。在小组赛对阵中国国家女子足球队比赛中出场，她以17岁5个月零20天的年龄成为德国最年轻的世界杯参赛球员，这一纪录此前由比吉特·普林茨保持。
2019年9月3日，在2022年欧洲女子足球锦标赛预选赛小组赛对阵中，德国队8-0战胜乌克兰队，奥伯多夫在第54分钟打入第一个国际进球。
2022年，奥伯多夫代表德国国家队参加了2022年欧洲女子足球锦标赛，但在决赛中败给了英格兰队。在比赛结束后，奥伯多夫被评为最佳年轻球员，并被欧足联的教练观察组选为赛事最佳十一人。

## 个人生活
莉娜·奥伯多夫的哥哥蒂姆·奥伯多夫也是一名足球运动员，现效力于德国足球乙级联赛的杜塞尔多夫。

## 职业统计
最後更新：2022年7月31日 
比分和结果先列出德国队的进球数，比分栏表示奥伯多夫每个进球后的比分。
| 序号 | 日期          | 地点                                        | 对手   | 比分 | 结果 | 比赛                              |
| ---- | ------------- | ------------------------------------------- | ------ | ---- | ---- | --------------------------------- |
| 1    | 2019年9月3日  | 乌克兰利沃夫，利维夫球场                    | 乌克兰 | 4–0  | 8–0  | 2022年欧洲女子足球锦标赛预选赛I组 |
| 2    | 2019年10月8日 | 希腊塞萨洛尼基，克莱安西斯·维凯利季斯体育场 | 希腊   | 5–0  | 2–0  | 2022年欧洲女子足球锦标赛预选赛I组 |
| 3    | 2022年4月9日  | 德国比勒费尔德，旭格竞技场                  | 葡萄牙 | 1–0  | 3–0  | 2023年女足世界杯资格赛-欧足联H组  |

## 荣誉
沃尔夫斯堡
- 德国女子足球甲级联赛 冠军： 2021-22赛季（英语：2021–22 Frauen-Bundesliga）
- 德国杯 冠军： 2020-21赛季（英语：2020–21 DFB-Pokal Frauen）, 2021-22赛季（英语：2021–22 DFB-Pokal Frauen）, 2022-23赛季（英语：2022–23 DFB-Pokal Frauen）

德国17岁以下国家女子足球队
- 欧洲女子U-17足球锦标赛 冠军：2017年欧洲女子U-17足球锦标赛（英语：2017 UEFA Women's Under-17 Championship）

个人
- 欧足联女子锦标赛最佳年轻球员： 2022年欧洲女子足球锦标赛 [14]

- 欧洲女子U-17足球锦标赛最佳球员： 2017年欧洲女子U-17足球锦标赛（英语：2017 UEFA Women's Under-17 Championship） [15]
- 弗里茨·瓦尔特奖：2020 年金牌，[16] 2019 年银牌， [17]2018 年铜牌[18]